# 氮杂环丁二烯
氮杂环丁二烯是一种有机化合物，化学式为C3H3N，它是一种杂环化合物，而非芳香杂环化合物。它所对应的碳环类似物是环丁二烯。
它有共轭的双键，形成含四个π电子的体系，这使它具有反芳香性。它是高度活泼的化合物，即便在低温它也可以迅速二聚。它的单体需要通过具有位阻的基团来稳定。如三叔丁基氮杂环丁二烯可以通过1-叠氮基三叔丁基环丙烯的扩环反应得到。